# Château des Terrasses
Pour les articles homonymes, voir Terrasse.

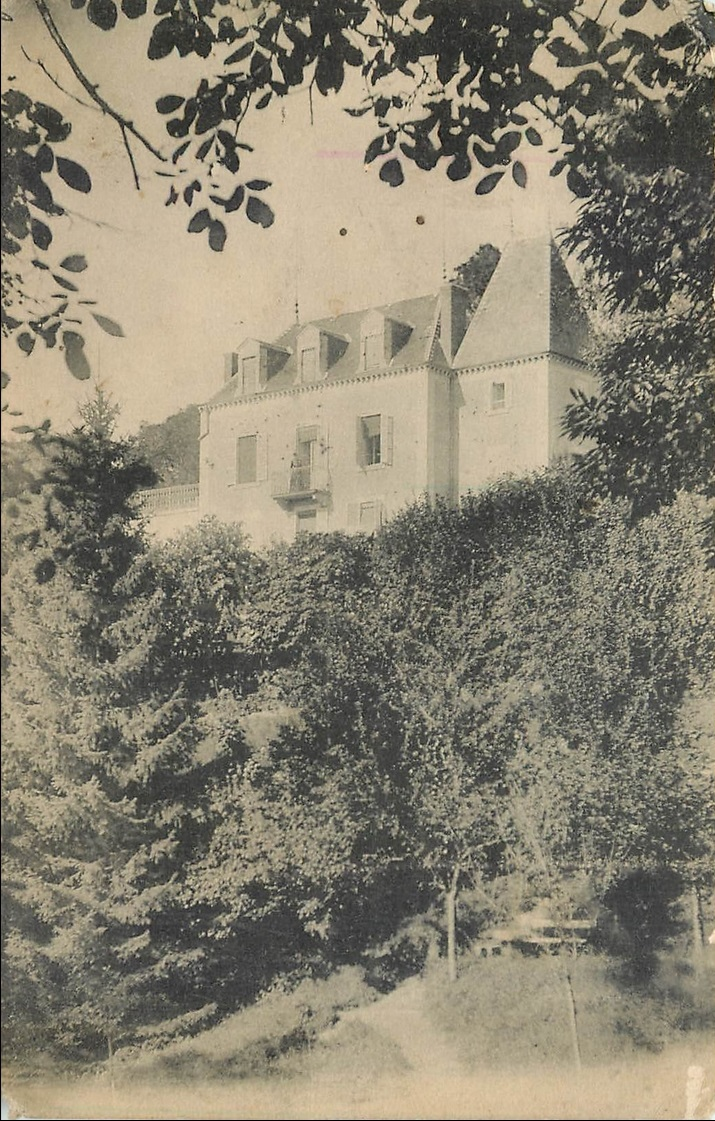
Le Château des Terrasses vers 1900.

Le Château des Terrasses est une demeure bourgeoise située à Saint-Quentin-sur-Sauxillanges en Auvergne-Rhône-Alpes datant du milieu du XIXe siècle. 
Il est situé dans un village pittoresque d'Auvergne.

## Description
Le Château des Terrasses est une construction classique avec un corps de logis principal flanqué d’une tour carrée, un toit terrasse et jardin d’hiver. La bâtisse est percée de hautes ouvertures, des balcons en andésite (pierre de Volvic), venant rythmer l’ensemble. Les façades enduites à la chaux blanche et la couverture en ardoises n’ont rien de commun avec les maisons environnantes.
La construction (bâtie sur une maison plus ancienne) a été réalisée en 1850 (et agrandie en 1870) pour répondre à la commande d'Antoine Mage-Ainé.
Les dépendances en surplomb ont été démembrées dans les années 1960.
Le caveau familial Mage-Ainé en marbre de carrare sculpté par Dubreuil-Jeune est en lisière de propriété.
Une source canalisée alimentant à l’origine la maison, traverse désormais un bassin d’agrément.
La forte déclivité du terrain présente la maison sur 3 niveaux côté village mais 4 niveaux côté parc, et permet une vue en contreplongée sur ce dernier. Paysagé certainement à l’occasion de deux campagnes de plantation, il présente notamment des essences exotiques ornementales très prisées de la fin du 19e siècle et du début du 20e siècle :  calo-cèdre, platane, sapin d’Espagne (mort en 2019), sapins bleus de Californie, mais également allées de tilleuls, saule pleureur, érables Negundo.
Il s'étage pour partie en terrasses et restanques, de nombreux chemins offrant des points de vue sur Sauxillanges, le Cézallier, le massif du Sancy et le sud de la Chaine des Puys.

## Personnalités

### 1850-1890: une maison bourgeoise née d'une ascension sociale

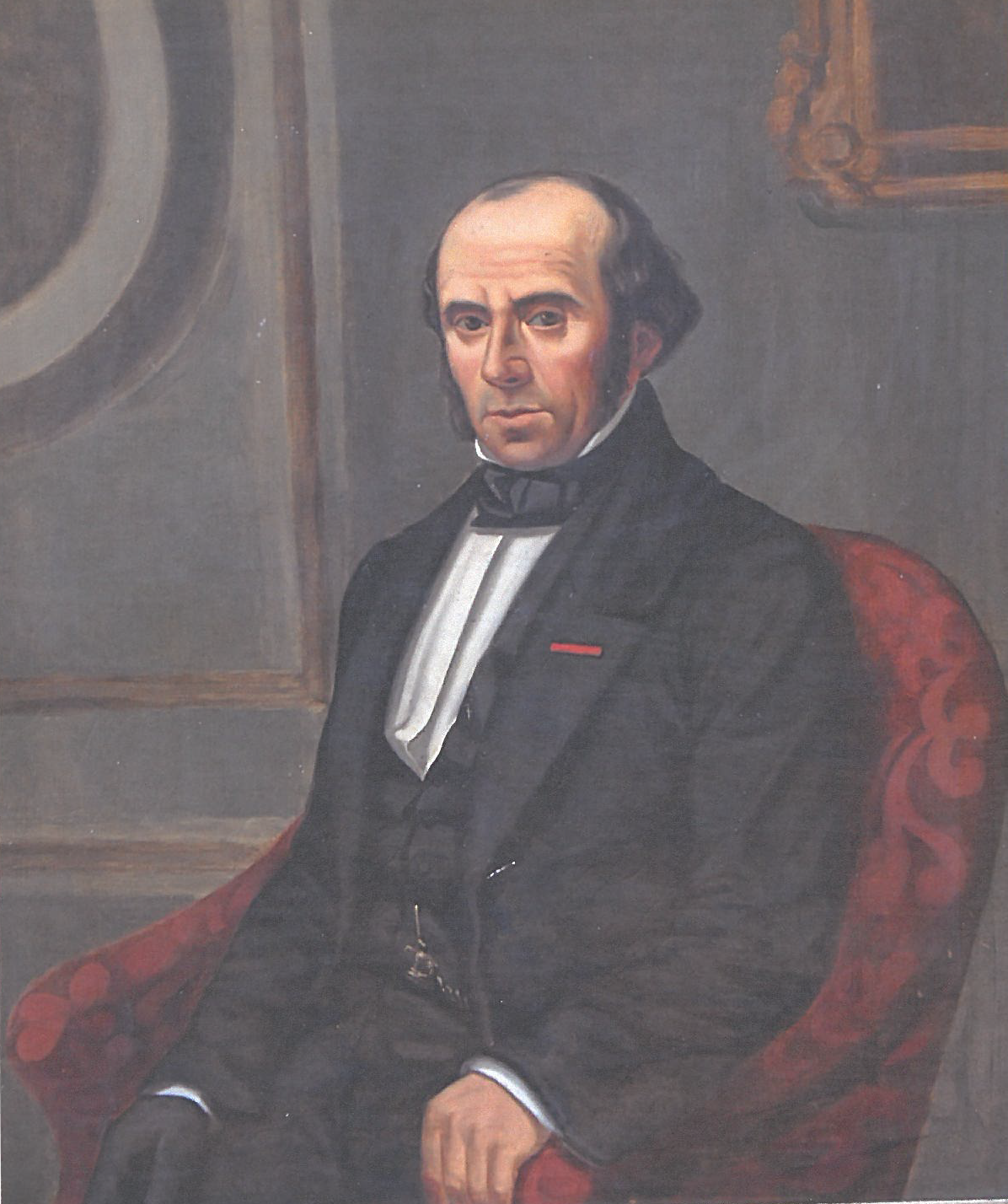
Antoine Mage-Aîné vers 1860.

La Famille Mage-Ainé est originaire de Saint-Quentin. Pure réussite du Second Empire, Antoine Mage-Ainé a fait fortune dans le tissage métallique (propriétaire d’une usine à Lyon, activité reprise depuis par Agrati). Si ses activités et sa fortune sont localisées à Lyon, Antoine Mage-Ainé n’en n’oublie pas pour autant ses racines en dotant le village de sa première école, en offrant un lustre liturgique, etc.  et surtout en faisant construire Les Terrasses pour villégiature. Il marque sa réussite et sa différence par le choix de codes esthétiques spécifiques, contrastant avec l’architecture vernaculaire du reste du village (toiture en ardoise non en tuile, façades enduites à la chaux blanche non en pierres blondes semi-apparentes, balcons courants en pierre de Volvic détourés de ferronneries ou de balustres).
Si les Terrasses servaient de villégiature à la famille, son bâtisseur n'en avait pas pour autant négligé le confort : cheminées en marbre dans toutes les pièces de salon et de chambres principales, eau courante à tous les étages de la tour accueillant trois salles de bain, un confort inouï pour l’époque surtout dans des zones aussi reculées.
Autre volonté de marquage de sa différence sociale : il fait bâtir le caveau familial dans le parc, vue dominant la vallée de Sauxillanges. Loin du cimetière communal, il s'y fait représenter par un buste de haute facture ornant une stèle en marbre signée et importée de Lyon, figure patriarcale centrale d’une famille réunie quasiment au complet (père, frère, femme et enfants).

### 1890-1960: un foyer intellectuel de créations et de rencontres artistiques

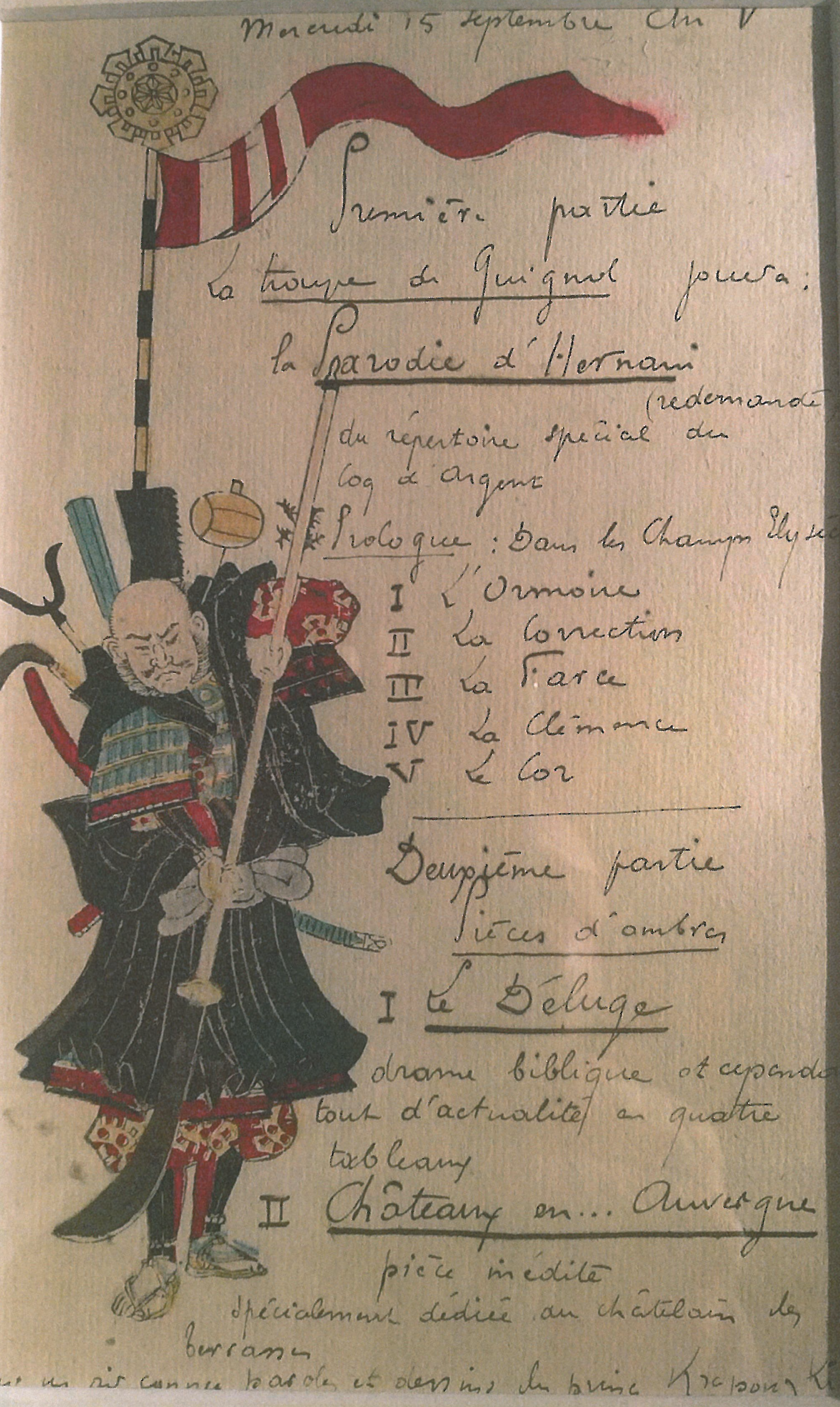
Programme de théâtre aux Terrasses (1896- Coll O. Augé-Laribé)

La famille Augé-Laribé, installée à Paris, reprend cette propriété comme résidence d’été. Sur deux générations, cette famille animera le lieu sous un angle beaucoup plus culturel.
La première période des Augé-Laribé aux Terrasses est marquée par la musique à travers la figure d’André Messager. En effet, Eugène Augé-Laribé  marié à Marthe née Messager, sœur du compositeur et chef d’orchestre André Messager (ami fidèle de Fauré et de Debussy, élève de Camille Saint-Saëns). Tous deux sont très proches : Eugène Augé-Laribé est le témoin du premier mariage du compositeur et dédicataire d’une de ses œuvres, et Messager séjourne très régulièrement chez son beau-frère aux Terrasses pour composer et se reposer en famille. Des pièces sont écrites, reprises ou jouées au Château pour le plaisir des hôtes de la Maison. Une autre figure de la musique visitera Les Terrasses : Albert Groz, compositeur, très proche de Michel Augé-Laribé, fils d’Eugène, et témoin de mariage.
Étonnamment, à moins de 2 km séjournait à la même époque (1890-1920), Villa Fantasio à Sauxillanges, un autre compositeur, Georges Alary (Prix Chartier 1895).
Il est très probable que Jacques-Henri Lartigue, marié à Madeleine Messager (fille du compositeur) soit passé aux Terrasses en voisin de villégiature (les Lartigue furent propriétaires du Château de Rouzat, Puy de Dôme, au début du 20e siècle).
La seconde période des Augé-Laribé aux Terrasses est marquée par la littérature à travers la figure de Michel Augé-Laribé, fils de Marthe et Eugène et neveu d’André Messager (dont il écrivit une biographie). Homme érudit, spécialiste de Proudhon et du monde agricole (il publia de nombreux ouvrages de référence), il travailla et écrivit beaucoup aux Terrasses jusqu’à sa mort.
Diverses circonstances l’amèneront à faire se rencontrer aux Terrasses en 1926 Lucien Gachon, Emile Guillaumin et Henri Pourrat (« C’est ainsi que le romancier de la plaine (Guillaumin) et le romancier de la montagne (Gachon) croisent leurs chemins » écrit Henri Pourrat,) avec lequel il entretint une relation suivie agrémentée de nombreuses visites à Saint-Quentin. Il travailla sur différents projets entre autres avec Alexandre Viallate.

### 1960-2010: le lent dépérissement
Ce lieu continua d’être inspirant puisque les artistes peintres Werner Büchler et Nicole Vigier y séjournèrent pour créer durant de longues périodes jusqu’au début des années 1980,.
En 2010, un projet privé de réhabilitation labellisé par la Fondation du patrimoine est entrepris[réf. nécessaire].